# Carlo Rovelli
Carlo Rovelli (* 3. května 1956 Verona) je italský teoretický fyzik a spisovatel, který v současné době působí ve Francii. Zabývá se převážně kvantovou gravitací, patří mezi zakladatele smyčkové kvantové gravitace. Pracuje také v oblasti hudby a filosofie vědy. Spolupracuje také s několika italskými novinami, kde píše především články z kultury.

## Život a kariéra
Narodil se v italské Veroně. V 70. letech byl aktivní ve studentských hnutích na italských univerzitách. Pomohl založit dvě rozhlasové stanice ve Veroně a v Bologne. 
V roce 1981 dokončil Boloňskou univerzitu a na doktorát odešel na Padovskou univerzitu. Odmítal vojenskou službu a proto byl v roce 1987 krátce zadržován.  Zastával postdoktorandské pozice na univerzitách v Římě, Terstu a na Yaleově univerzitě. Od roku 1990 do roku 2000 pracoval na univerzitě v Pittsburghu.  V roce 2016 pracuje na Aix-Marseille University v Marseille.  Zastává ovšem i místo přičleněného profesora na katedře historie a filozofie vědy University of Pittsburgh.

## Hlavní oblasti výzkumu

### Smyčková kvantová gravitace
V roce 1988 představili Rovelli, Lee Smolin a Abhay Ashtekar teorie nazvanou smyčková kvantová gravitace. V roce 1995 byli potom schopni dokázat, že jejich teorie kvantuje plochu a objem. Tento výsledek naznačuje, že by mohla existovat diskrétní struktura prostoru na velmi malých rozměrech. Smyčková kvantová gravitace je dnes považována za kandidáta na kvantovou teorii gravitace. Nachází aplikace v kvantové fyzice černých děr nebo kvantové kosmologii.

### Fyzika bez času
V roce 2004 vyvinul formulaci klasické a kvantové mechaniky, která explicitně nezmiňuje časovou notaci. Bezčasový formalismus je potřebný pro popis světa v režimech, kde nemohou být brány v úvahu kvantové vlastnosti gravitačního pole. Je to proto, že kvantové fluktuace prostoročasu samy utvářejí časovou notaci nevhodnou pro psaní fyzikálních zákonů v konvenční formě.
Tento postoj jej vedl k otázce, že pokud čas není součástí fundamentální teorie světa, odkud se tedy bere čas? V roce 1993 navrhl řešení zvané tepelná časová hypotéza. Podle této hypotézy se čas objevuje pouze v termodynamickém či statistickém kontextu. Pokud je tato hypotéza správná, je plynutí času iluzí plynoucí z neúplných znalostí.

### Relační interpretace
V roce 1994 představil Rovelli relační interpretaci kvantové mechaniky. Tato je založena na myšlence, že kvantový stav systému musí být vždy interpretován ve vztahu k jinému fyzikálnímu systému (podobně jako je rychlost v klasické mechanice vždy vztahována k jinému objektu). Mezi významné přínosy této interpretace můžeme zařadit to, že poskytuje řešení EPR paradoxu bez porušení lokality. 

### Historie a filozofie fyziky
Rovelli napsal knihu o řeckém filozofu Anaximandrovi.  Kniha analyzuje hlavní aspekty vědeckého myšlení a vyjadřuje Rovelliho pohled na vědu. Anaximandros je v knize brán jako hlavní iniciátor vědeckého myšlení.
Pro Rovelliho je věda kontinuální proces zkoumání nových možných pohledů na svět.  Myslitelé podle něj vždy staví na předchozích poznatcích, ale současně neustále zpochybňují aspekty tohoto poznání.  Základem vědy je proto radikální nejistota ohledně našich znalostí nebo ekvivalentně povědomí o rozsahu našich neznalostí.

### Náboženské pohledy
Rovelli diskutuje své náboženské názory v několika pasážích knihy o Anaximandrovi. Tvrdí, že konflikt mezi racionálním/vědeckým myšlením a náboženstvím může mít období příměří.  Ale nakonec musí tento konflikt eskalovat, protože náboženství vyžaduje přijetí některých nesporných pravd, zatímco vědecké myšlení je založeno na kontinuálním ověřování zda něco je pravda. 

## Publikační činnost (výběr)
- Sedm krátkých přednášek z fyziky (Seven Brief Lessons on Physics), Dokořán, 2017
- Realita není, čím se zdá (Reality Is Not What It Seems), Argo, Dokořán, 2018
- Řád času (The Order of Time), Argo, Dokořán, 2020